# Mestni promet Novo mesto
Mestni promet Novo mesto se izvaja na 6 avtobusnih linijah na območju Mestne občine Novo mesto.
Povezuje bivalna naselja mesta Novo mesto s središčem mesta, avtobusno in železniško postajo, ter primestnimi naselji Mali Slatnik, Sevno in Smolenja vas.

## Izvajalec
Podeljeno koncesijo javnega mestnega prometa izvaja podjetje Arriva Dolenjska in Primorska.

## Vozovnice
Vozovnice je mogoče kupiti na Avtobusni postaji Novo mesto. V predprodaji je mogoče kupiti vozovnice za eno vožnjo in mesečne vozovnice.

## Seznam in sheme linij mestnega prometa

#### Linija 1A
| št. | relacija                                                          | delavnik                                                     | trasa linije        |
| --- | ----------------------------------------------------------------- | ------------------------------------------------------------ | ------------------- |
| 1A  | Mali Slatnik – Cikava – AP – Drska – Brod – Pokopališče Srebrniče | Z 5.37 - 8.31 & 12.14 - 16.37; P 5.20 - 8.45 & 11.20 - 15.05 | 1A na OpenStreetMap |

#### Linija 1B
| št. | relacija                                                                            | delavnik                                                     | trasa linije        |
| --- | ----------------------------------------------------------------------------------- | ------------------------------------------------------------ | ------------------- |
| 1B  | (Pogance) > Gotna vas > AP > Dolenje Kamence > Bršljin > AP > Gotna vas > (Pogance) | Z 5.20 - 8.46 & 12.36 - 16.15; P 5.20 - 8.21 & 11.50 - 15.05 | 1B na OpenStreetMap |

#### Linija 2
| št. | relacija                                                              | delavnik                                      | trasa linije       |
| --- | --------------------------------------------------------------------- | --------------------------------------------- | ------------------ |
| 2   | Sevno – Mačkovec – Ragovo – AP – Drska – Brod – Pokopališče Srebrniče | Z 5.20 - 20.22; P 5.20 - 8.30 & 11.45 - 15.40 | 2 na OpenStreetMap |

#### Linija 3
| št. | relacija                                                               | delavnik                                     | sobota           | trasa linije         |
| --- | ---------------------------------------------------------------------- | -------------------------------------------- | ---------------- | -------------------- |
| 3   | Košenice – Šmihel – AP – Mačkovec – Sevno Podbreznik – Bršljin – Sevno | Z 5.15 - 20.40 P 5:30 - 8.02 & 11.55 - 15.10 | Z 6.20 - 13.37 - | 3 na OpenStreetMap - |

#### Linija 4
| št. | relacija                                                                              | delavnik                                      | sobota         | trasa linije       |
| --- | ------------------------------------------------------------------------------------- | --------------------------------------------- | -------------- | ------------------ |
| 4   | (Sevno) – Krka TP > Ragovo > AP > Hedera > Bučna vas > AP > Ločna > Krka TP > (Sevno) | Z 5.17 - 19.15, P 5.17 - 9.51 & 11.55 - 15.40 | Z 6.50 - 13.41 | 4 na OpenStreetMap |

#### Linija 5
| št. | relacija | delavnik                                     | trasa linije         |
| --- | --- | -------------------------------------------- | -------------------- |
| 5   | (Krka) – Glavni trg – Bolnica – Šmihel – Regrča vas Krka / Mestne njive > AP > Šmihel > Regrča vas > Košenice > Šmihel > AP > Krka / Mestne njive | Z 5.15 - 19.30 P 5.15 - 8.32 & 12.15 - 15.00 | 5 na OpenStreetMap - |

#### KROŽNA LINIJA
| relacija | delavnik                        |
| --- | ------------------------------- |
| AP > Drska > AP > Ločna > Qlandia > Bršljin > AP > Mali Slatnik > AP Qlandia > Drska > Košenice > Regrča vas > Bršljin Krka > Drska > Košenice > Regrča vas > Bršljin | Z 17.30 - 21.10 Z 21.30 Z 22.10 |

Legenda
- Z - 1. september - 30. junij
- P - 1. julij - 31. avgust

## Avtobusi
| št. vozil | model                     | tip vozila       | letnica proizvodnje in garažna številka | slika |
| --------- | ------------------------- | ---------------- | --------------------------------------- | ----- |
| 2         | Mercedes-Benz Sprinter 35 | mini nizkopoden  | 2013                                    |       |
| 2         | Iveco Daily 70C17         | mini visokopoden | 2013                                    |       |
| 4         | MAN Lion's City M         | midi nizkopoden  | 2013                                    |       |